# Rozprawa o metodzie
Rozprawa o metodzie (fr. Discours de la méthode) – traktat filozoficzno-matematyczny, opublikowany przez Kartezjusza w roku 1637, podzielony na 6 części.

## Charakterystyka
To jedno z najbardziej wpływowych dzieł w historii, opisuje metodę poznawczą modelowaną na matematyce, która daje solidne podstawy rozwoju wszystkim nowoczesnym naukom ścisłym. Dzięki tej rozprawie odżyła na nowo antyczna idea sceptycyzmu – wątpienia o wszystkim – od której Kartezjusz zaczął, aby wyzbyć się błędnych przekonań i założeń, w które na co dzień kompletnie bezpodstawnie wierzy ludzkość. O wszystkim trzeba było udowodnić, że istnieje. Taka metoda określana jest jako sceptycyzm metodologiczny.
Rozprawa o metodzie razem z Zasadami filozofii (Principa philosophiae), Medytacjami o pierwszej filozofii (Meditationes de prima philosophia) i Prawidła do kierowania umysłem (Regulae ad directionem ingenii) stanowi podstawę kartezjańskiej teorii poznania.
Dzieło po raz pierwszy zostało wydane w Lejdzie w języku francuskim, razem z pracami Dioptryka (La Dioptrique), Meteory (Les Météorese) i Geometria (La Géométrie). W roku 1656, przetłumaczona na łacinę, opublikowana została w Amsterdamie.

## Cytaty
Dzieło rozpoczyna się następującą deklaracją: 
Rozsądek jest to rzecz ze wszystkich na świecie najlepiej rozdzielona, każdy bowiem sądzi, że jest w nią tak dobrze zaopatrzony, iż nawet ci, których we wszystkim innym najtrudniej jest zadowolić, nie zwykli pragnąć go więcej, niźli posiadają.
Pochodzi z niego także jedna z najsłynniejszych maksym filozoficznych: "myślę więc jestem" (je pense, donc je suis, znane przede wszystkim w wersji łacińskiej cogito ergo sum), oraz pierwsze wprowadzenie do kartezjańskiego układu współrzędnych.